# مسجد المدينة المنورة (برسطن)
مسجد المدينة المنورة هو مسجد في برسطن، لانكشاير.